# 非洲长尾鹰
非洲长尾鹰（学名：Urotriorchis macrourus），是鹰形目鹰科的一种鸟类，属于单型的非洲长尾鹰属（学名：Urotriorchis）。
非洲长尾鹰体重约492克，翼长约28.65厘米，喙宽度约13.3毫米，喙厚度约16.5毫米，嘴峰长约35.4毫米，跗蹠长约78.9毫米，尾长约37.38厘米。
非洲长尾鹰是留鸟，栖息在森林，它们是食肉动物，主要以哺乳动物、鸟类、爬行动物等陆生脊椎动物为食。它们分布在利比里亚至乌干达西部和刚果民主共和国南部。